# ロベール・リオッテル
ロベール・リオッテル、本名ロベール・ギュスターヴ・エドゥアール・リオッテル（Robert Gustave Édouard Liottel、1885年9月23日 – 1968年4月23日）は、フランスのフェンシング選手。1924年のパリオリンピックのフェンシング競技のエペで金メダルを獲得した。  